# Tecnopoli
Le tecnopoli sono luoghi caratterizzati dallo sviluppo produttivo e tecnologico delle imprese, grazie al supporto della attività di ricerca scientifica nel lavoro industriale e terziario avanzato.
Esempi di tecnopoli sono la Silicon Valley in California, Tsukuba in Giappone nella prefettura di Ibaraki, Villeneuve d'Ascq in Francia.